# Can Bernat (Bigues)
Can Bernat és una masia de l'antic veïnat de Mont-ras, a Bigues, en el terme municipal de Bigues i Riells, a la comarca catalana del Vallès Oriental.
Està situada a l'antic veïnat de Mont-ras, a prop i a ponent de l'església de Sant Bartomeu de Mont-ras.
Forma aquest veïnat, a més de modernes vil·les de nova construcció, amb l'església de Sant Bartomeu de Mont-ras, Can Cauma, Can Bonfadrí, Can Siurans i Can Xesc.
Està inclosa en el Catàleg de masies i cases rurals de Bigues i Riells.